# بوئنیا
بوئنیا (به اسپانیایی: Bueña) یک شهرستان در اسپانیا است که در استان تروئل واقع شده‌است.

## خصوصیات
بوئنیا ۴۰ کیلومترمربع مساحت و ۷۹ نفر جمعیت دارد.